# Східні Алеутські острови (округ, Аляска)
Шаблон:StateAbbr_ 55°14′ пн. ш. 161°55′ зх. д. / 55.23° пн. ш. 161.92° зх. д.
Східні Алеутські острови (англ. Aleutians East Borough) — боро в штаті Аляска, США.

## Демографія
За даними перепису 2000 року загальне населення боро становило 2697 осіб, усе сільське. Серед мешканців боро чоловіків було 1750, а жінок — 947. У боро було 526 домогосподарств, 344 родини, які мешкали в 724 будинках. Середній розмір родини становив 3,3 особи.
Віковий розподіл населення поданий у таблиці:
| Стать    | До 15 років | 15-21 | 22-29 | 30-39 | 40-49 | 50-65 | 65-85 | Понад 85 |
| -------- | ----------- | ----- | ----- | ----- | ----- | ----- | ----- | -------- |
| Чоловіки | 189         | 154   | 202   | 467   | 388   | 303   | 47    |          |
| Жінки    | 175         | 85    | 113   | 180   | 200   | 170   | 24    |          |

## Суміжні округи
- Лейк-енд-Пенінсула - схід
- Західні Алеутські острови - захід